# Kruszarka

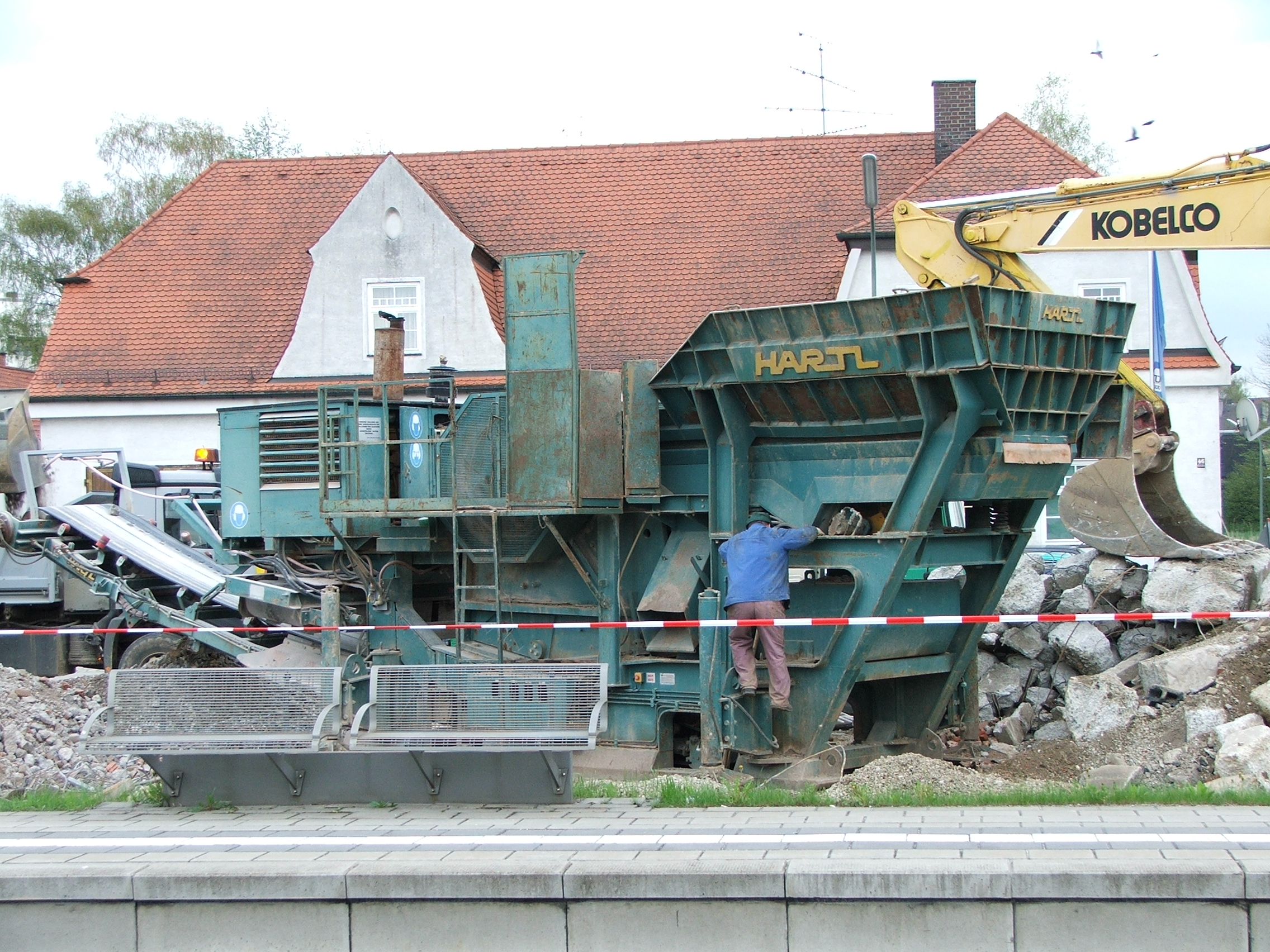
Kruszarka

Kruszarka – maszyna rozdrabniająca wykorzystująca proces kruszenia do wytwarzania kruszywa.
W literaturze umownie przyjmuje się, że z kruszeniem mamy do czynienia wtedy, gdy produkt rozdrabniania ma średnicę większą od 1 mm, a z mieleniem, gdy średnicę poniżej 1 mm.

## Podział
- kruszarki szczękowe
  - z dolnym zawieszeniem szczęki ruchomej (typu Dodge)
  - z górnym zawieszeniem szczęki ruchomej
    - kruszarki szczękowe dwurozporowe (typu Blake)
    - kruszarki szczękowe jednorozporowe (typu Dalton)
    - inne specjalnej konstrukcji (np. Rotex, szczękowe udarowe itp)
- kruszarki stożkowe
  - o stożkach przeciwzbieżnych
  - o stożkach współbieżnych
  - z wałem nieruchomym
- kruszarki walcowe
- kruszarki uderzeniowe
  - kruszarki młotkowe
  - kruszarki bijakowe (udarowe)
  - z wałem pionowym (kubizery)- z ang. VSI

Zasadniczo, ze względu na charakter pracy, można mówić o kruszarkach obciążonych w sposób cykliczny (kruszarki szczękowe) oraz obciążonych w sposób ciągły (kruszarki walcowe, stożkowe, uderzeniowe).

## Budowa
Bez względu na rodzaj kruszarek można w nich wyróżnić zespoły:
- korpus
- zespół elementów kruszących (roboczych)
- zespół napędowo-transmisyjny
- elementy zabezpieczające przed przeciążeniem

Ze względu na mobilność całej maszyny można wyróżnić kruszarki stacjonarne, semistacjonarne, semimobilne na podwoziu kołowym i mobilne na gąsienicowym.

## Kruszarki szczękowe
Najpowszechniej stosowane na budowach do wstępnego i wtórnego kruszenia materiałów o małej i średniej podatności na rozdrabnianie (granit, bazalt, sjenit, porfir).
W kruszarkach szczękowych rozdrabnianie następuje poprzez zgniatanie, ścinanie i zginanie brył nadawy (podawanego materiału) między szczęką stałą a ruchomą.
Ze względu na rozwiązanie napędu szczęki ruchomej wyróżnia się dwa typy kruszarek szczękowych:
- dwurozporowe (typu Blake), w których szczęka ruchoma jest zamocowana na stałej osi i napędzana członem połączonym z wałem mimośrodowym; szczęka ruchoma wykonuje ruch prosty wokół stałej osi;

- jednorozporowe (typu Dalton), w których szczęka ruchoma jest osadzona bezpośrednio na wale mimośrodowym i wykonuje ruch złożony eliptyczny.

## Kruszarki stożkowe
Stosowane przeważnie do drobnego kruszenia, produkt kruszenia bardziej regularny niż w przypadku kruszarek szczękowych. Nie stosuje się ich do rozdrabniania materiałów miękkich, lepkich i wilgotnych.
Materiał rozdrabniany jest między stożkami: zewnętrznym stałym i wewnętrznym ruchomym wykonującym ruch mimośrodowy. Są rozwiązania, kiedy stożek zewnętrzny jest ruchomym, wtedy mówimy o kruszarkach stożkowych płaszczowych.
Kruszarki stożkowe są jednopodporowe i dwupodporowe.

## Kruszarki walcowe
Stosowane najczęściej do kruszenia średniego i drobnego, a także mielenia materiałów średniej i małej twardości.
Materiał jest rozdrabniany przez zgniatanie między przeciwbieżnie obracającymi się walcami (najczęściej dwa, choć są rozwiązania z trzema). Powierzchnie walców mogą być gładkie lub zębate.
Zastosowanie w przemyśle spożywczym:
- mlewniki i śrutowniki (do rozdrabniania ziarna zbóż i słodu)
- gniotowniki (walce gładkie) - (przemiał ziarna zbóż, produkcji kasz i płatków)
- płatkownice (rozdrabnianie nasion roślin oleistych, płatkowanie wytłoków)

## Kruszarki udarowe
Stosowane są obecnie do wszystkich stadiów kruszenia oraz mielenia. Są obecnie wykorzystywane do kruszenia najtwardszych skał (bazalt, dolomit, wapień, granit itp.) o niewielkiej ścierności (nie nadają się do piaskowców czy kwarcytów). Rozdrabnianie materiału następuje poprzez uderzenie wirującymi elementami roboczymi (rotujące listwy), jak również odbicia od nieruchomych płyt korpusu.
Elementy robocze:
- młotki (osadzone wahliwie na wirniku) – mówimy o kruszarkach młotkowych; dodatkowo młotki ścierają materiał na ruszcie
- bijaki (osadzone na sztywno) – kruszarki bijakowe; w dolnej części korpusu brak rusztu.